# Musée épiscopal de la cathédrale et du diocèse de Mayence

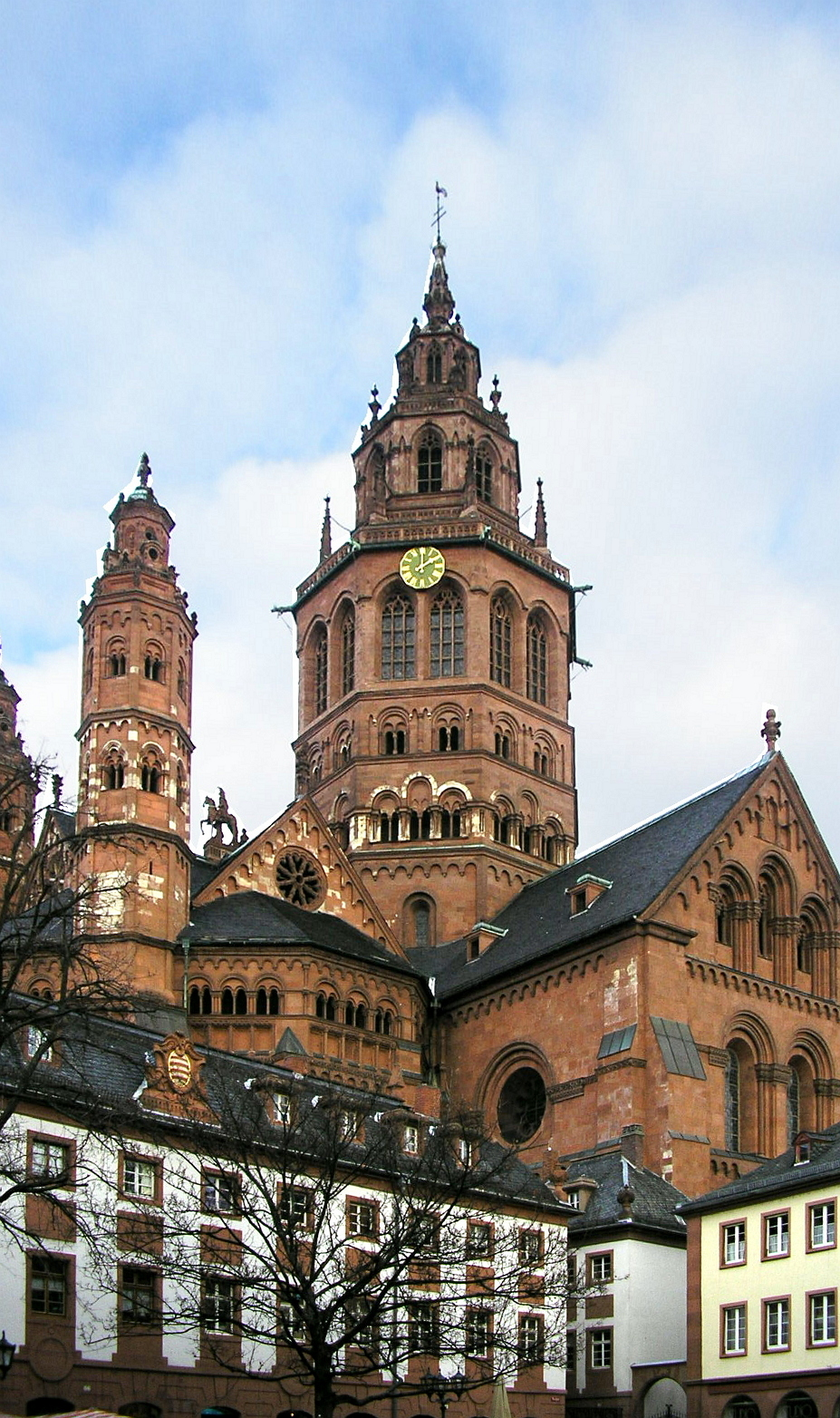
Cathédrale de Mayence

Le musée épiscopal de la cathédrale et du diocèse de Mayence, est le musée épiscopal du diocèse de Mayence (Rhénanie-Palatinat), installé dans le cloître de la cathédrale Saint-Martin de Mayence, dans la vieille ville de Mayence.

## Présentation
Le bâtiment, situé au pied de la cathédrale, est fait de grès, et affecte en plan la forme d’un U. La chapelle, dans une des ailes, a conservé l’essentiel de son décor intérieur des XVIIIe et XIXe siècles. Le musée abrite diverses collections liées à l’histoire, à la culture et au diocèse de Mayence. Les différentes collections, et notamment la peinture, la sculpture et les antiquités bénéficieront en effet d'espaces d'exposition permanente beaucoup plus importants.

## Les collections

### Salles voûtées et sous-sol
Les salles voûtées situés sous l'ancienne salle capitulaire abritent les collections du Haut Moyen Âge et du Moyen Âge.
La première pièce, avec une voûte de 8,50 m de portée, a été construite dans la première moitié du IXe siècle et contient aujourd'hui des sculptures du Ier siècle au XIe siècle. La salle du fond, en croisée d'ogives, remonte au XIIIe siècle. On y trouve des sculptures en pierre du gothique classique : outre les vierges de la Fuststrasse, il y a des fragments du précieux jubé ouest de la cathédrale, daté de 1239, sculpté par le Maître de Naumburg. Ces sculptures représentent entre autres le « Défilé des Bienheureux », les « Damnés » et la « Tête au bandeau ».

### Étage supérieur du cloître
Cette partie du musée présente les œuvres du Moyen Âge tardif et de la Renaissance. Bâtie sur un plan en trois ailes en 1400, c'était jusqu'à sa destruction en 1800 la bibliothèque diocésaine, qui passait en son temps pour une merveille de la région. Parmi les pièces exposées figurent des peintures de l'école des Cranach, la Crucifixion de Saint-Ignace (gothique flamboyant, créateur Hans Backoffen), quelques meubles comme le tabernacle à tiroirs du monastère d’Altmünster dû à Abraham Roentgen (en) et des sculptures de Ludwig Michael Schwanthaler.

### Le trésor et la chapelle Saint-Nicolas
La chambre du trésor se trouve aujourd'hui dans l'ancienne chapelle Saint-Nicolas du début du XVe siècle, dans l'aile occidentale du cloître. On y conserve des objets liturgiques datant du Xe siècle au XXe siècle.
Parmi les pièces médiévales, il y a par exemple les reliures gothiques venant de l’église de Saint-Étienne et de l’église Sainte-Marie aux Marches ainsi que les insignes pontificaux de l’archevêque Siegfried III von Eppstein (1230-1249).
À la Renaissance et au Baroque se rattachent entre autres un calice de messe ayant appartenu à la maison royale de Portugal et de nombreux ostensoirs, forgés par des orfèvres d’Augsbourg. Le département consacré au XIXe siècle présente, outre des insignes liturgiques (mitre, crosse et chausses) de l'évêque Joseph Ludwig Colmar (1802-1818) et Siegfried III von Eppstein (1194-1249), des ustensiles liturgiques ayant appartenu au célèbre Mgr von Ketteler (1850-1877), dont les crosserons de sa crosse d'évêque.

### Divers
Le musée diocésain s'enorgueillit en outre de la plus importante collection de tapisseries rhénanes du XVe siècle et du début du XVIe siècle ; celles-ci, toutefois, ne peuvent exposées que temporairement.
À l'occasion du 700e anniversaire de la fondation de chartreuse Saint-Michel de Mayence, le musée épiscopal présente une exposition interinstitutionnelle avec catalogue et programme scientifique d'accompagnement intitulée “Die unvergleichliche kostbare Carthaus” (L'incomparable et précieux Chartreuse).